# Agence de la santé publique du Canada
 (avril 2020).
L’Agence de la santé publique du Canada (Public Health Agency of Canada en anglais) est une agence du Gouvernement du Canada qui est responsable de la santé publique, des préparations en prévision des situations d'urgence et de réponse aux catastrophes nationales, ainsi que du contrôle des maladies infectieuses et chroniques. L'agence fut formée par un Ordre en Conseil en 2004 et aussi par une loi qui prend effet le 15 décembre 2006. L'agence est aussi un membre du portfolio fédéral de la santé (avec Santé Canada, L'institut canadien de la recherche médicale et d'autres organisations).
Le chef de l'Agence de la santé publique est l'administrateur en chef de la santé publique du Canada. En tant que député-ministre de l'Agence de la santé publique du Canada, il ou elle est responsable auprès du ministre de la santé. En tant que plus important officier de la santé publique, il fournit des conseils au ministre de la Santé et au Gouvernement du Canada à propos de la santé des canadiennes et canadiens. De 24 septembre 2014 à décembre 2016, le poste est occupé par Dr Gregory W. Taylor. Depuis le 26 juin 2017, il est occupé par Dre Theresa Tam,. 
Le siège social est réparti sur deux piliers, l'un à Ottawa et l'autre à Winnipeg, au Manitoba. Le centre de Winnipeg est aussi le siège du Centre scientifique canadien de santé humaine et animale, le seul laboratoire microbiologique de niveau quatre au Canada pour la santé humaine.

## Responsabilités
- Détection et contrôle des maladies infectieuses

- Sécurité sanitaire
  - Avis de voyage
  - Vaccination
  - Préparations pour les situations d'urgence via le   National Emergency Stockpile System (en) (NESS)
  - Promotion des programmes de santé publique
  - Prévention des blessures

- Recherche et statistiques

## Structure de l'organisation
- Chef de la Santé publique
  - Conseille les ministres et travaille avec les autres départements et agences fédéraux et les départements et agences provinciaux et territoriaux, la communauté internationale, la communauté de la santé publique et la population canadienne sur les questions de la santé publique.
  - Assume le rôle de porte-parole du gouvernement fédéral sur les questions de la santé publique, en particulier, durant les crises sanitaires.
  - Prend un rôle de leadership sur toutes les questions de santé publique et d'engagements pour la santé des citoyennes et des citoyens.
- Assistant senior député-ministre - Population et la section de l'intégration de la Santé publique
- Assistant député-ministre - Maladies infectieuses et préparations d'urgence
- Député-chef de la santé publique - Protection de la santé publique et la section de prévention des maladies chroniques
- Directeur exécutif - Secrétariat aux affaires des sociétés

## Histoire
En décembre 2021, un journaliste révèle que l'agence a suivi, à leur insu, les déplacements de plusieurs millions de Canadiens, dans le but de dresser un portrait des motifs de propagation de la Covid-19 au Canada. Un porte-parole de l'agence a déclaré : « À cause de l'urgence de la pandémie, [l'ASPC] a recueilli et utilisé les données de mobilité, comme des données localisation des tours cellulaires, pendant la réaction à la COVID-19». En mars 2021, l'agence a signé un contrat avec la société Telus pour ce faire, contrat qui a échu en octobre 2021 ; l'ASPC ne pourrait plus consulter les données.

### Citations originales
1. ↑  (en) « Due to the urgency of the pandemic, (PHAC) collected and used mobility data, such as cell-tower location data, throughout the COVID-19 response »